# Хаогэ
Айсиньгиоро Хаогэ (愛新覺羅 豪格, 13 марта 1609— март 1648) — маньчжурский полководец, первый князь Су (1636—1648), старший сын маньчжурского императора Абахая.

## Биография
Хаогэ родился в клане Айсин Гёро и был старшим сыном Хунтайцзи (Абахая) (1592—1643), второго правителя династии Цин (1626—1643). Его матерью была дама Ула Нара, одна из супруг Хунтайцзи.
Хаогэ участвовал в военных кампаниях своего отца Абахая против Монголии, Кореи и Китая. В 1636 году Хаогэ получил от своего отца титул князя Су (肅武親王).
В 1643 году после смерти своего отца Абахая Хаогэ и его дядя Доргонь начали борьбу за императорский престол. В поддержку Хаогэ высказался его дядя Дайсань, старший брат Абахая. Однако другие бэйлэ Додо и Аджигэ поддержали кандидатуру своего брата Доргоня. Доргонь как дальновидный политик, он решительно отклонил этот проект, видя в нем явное нарушение всех юридических и этических норм. По маньчжурским правилам престолонаследия, императором мог стать человек только из нисходящей по отношению к Абахаю линии, то есть его сын или внук. Тогда маньчжурские бэйлэ потребовали провозгласить императором одного из сыновей покойного. Выбор пал на его девятого сына — шестилетнего Фулиня (1643—1661). Регентами стали Доргонь и его двоюродный брат Цзиргалан. Постепенно Доргонь сосредоточил всю власть в своих руках, а своего соправителя Цзиргалана отстранил от управления, а затем отправил в отставку.
В 1648 году Хаогэ был обвинен в измене и по распоряжению своего дяди Доргоня заключен в темницу, где вскоре скончался. Он был посмертно реабилитирован в 1650 году, через два года после смерти.
Хаогэ от многочисленных жен и наложниц имел семь сыновей (Цичжэнэ, Гутай, Воэна, Фушоу, Мэнгуань, Синбао, Шушу) и одиннадцать дочерей.